# Занурена електропривідна відцентрова насосна установка

Занурена електропривідна відцентрова насосна установка

Установка зануреного електропривідного відцентрового насоса (рис. ) складається  із заглибного агрегату, що включає спеціальний заглибний маслозаповнений електродвигун 1, протектор гідравлічного захисту із газовим сепаратором 2, відцентровий багатоступінчастий насос 3, броньований кабель живлення 4, який кріпиться до колони НКТ 5 хомутами 6. За допомогою гирлового устаткування 8, установленого на колонній головці експлуатаційної колони 7, за допомогою перевідників підвішена колона насосно-компресорних труб 5. На поверхні поряд зі свердловиною встановлюється кабельний барабан 9 і автотрансформатор 10 зі станцією керування 11. На кабельному барабані 9 передбачений запас кабелю для збільшення глибини спуску заглибного агрегату, а під час підземного ремонту на нього намотується кабель, спущений у свердловину. Вище від насоса встановлюється зворотний клапан, що полегшує пуск установки після її простою, а над зворотним клапаном – спусковий клапан для зливання рідини з внутрішньої порожнини НКТ при їхньому підйомі.
Шифри установок такі: перша буква «У» позначає установку, якщо після її знаходиться цифра, то вона означає порядковий номер модернізації, «Е» — з приводом від електродвигуна, «В» — відцентровий насос, «Н» — нафтовий. Наступна цифра і буква «А» розташовані після тире позначають умовну габаритну групу, наступні цифри, записані через тире — номінальну подачу (м3/добу) та номінальний напір (м) при номінальній подачі.
Умовні габаритні групи установок такі:
група 5 – для експлуатації свердловин із внутрішнім діаметром експлуатаційної колони не менше ніж 121,7 мм;
група 5А – не менше ніж 130 мм;
група 6 – не менше ніж 144,3 мм;
група 6А – не менше ніж 148,3 мм.
У позначеннях установок, що поставляються з насосами підвищеної зносостійкості, додається буква З, а з насосами підвищеної корозійної стійкості — буква К.
Наприклад, УЕВН – 5 – 130 – 1200К – установка з приводом від заглибного електричного двигуна; для експлуатації в свердловинах із діаметром експлуатаційної колони не менше ніж 121,7 мм; із номінальною подачею — 130 м3/добу при номінальному напорі — 1200 м; корозійно стійке виконання.
Відцентровий насос являє собою набір певної кількості робочих коліс і спрямовуючих апаратів. Робочі колеса встановлені на валу, що спирається на підшипники, розташовані разом із спрямовуючими апаратами всередині корпусу. На цьому рисунку насос показаний у транспортному варіанті — з обох боків його деталі захищені кришками.